# ダイハツ・エッセ
エッセ（Esse）は、ダイハツ工業が製造・販売していた軽自動車である。
同社のミラをベースにした5ドアハッチバック型乗用車（いわゆる軽セダン）であり、同社の軽乗用車におけるエントリーモデルにあたる車種である。

## 概要
シンプル性とデザイン性を追求したモデルで、雑貨感が非常に強くお洒落なサンダル感覚の車である。2005年12月20日発売。月間販売目標台数は5000台と発表されていた。 
台形を基調としたボディで、室内にあえて鉄板のままの部分を残すことにより、コストダウンおよび軽量設計としている。メーターは全グレードがセンターメーターとなる。
発売時に設定されたボディカラーは全8色。発売当時のグレード構成はX・L・D・ECOの4種類。本体価格は68.2万円～112.3万円。特にD・ECOの場合、装備はエアコン・パワステ・パワーウインドウなど必要最小限となっている。オーディオはAM/FMラジオ付きCDプレーヤーを装備する。スピーカーグリルには「連桁付き8分音符」が掘り込まれている。登場からおよそ1年後にはメーカードレスアップモデルの「エッセ・カスタム」が追加されている。ABSは全車オプション設定のみ。
ちなみにECOグレードはエッセの全グレード中で価格が最も安く、オーディオレス仕様および5速MTのみの設定となっていた。なお、全グレード乗用登録（5ナンバー）であり、商用モデル（4ナンバー）は設定されていなかった。
駆動方式はFFと4WDの2種類。エンジンは新開発のKF-VE型を搭載する。ミッションは5速MT・3速AT・4速ATの3種類で、シフトレバーの配置は3種ともにフロアシフト方式。
FF車の一部グレードに用意されている5速MTに加え、車重700kg台と非常に軽量な上に全高を全幅以下に抑えた台形フォルムの低重心ボディ、新発売当時各社660ccNAエンジンの中では比較的高出力だったKF-VE型エンジン、LSDを筆頭にダイハツ直系のチューニングメーカーであるD-SPORTから豊富に発売されているアフターパーツ類、安価で車体が手に入り尚且つチューニング費用を含めてもさほど大きな出費にならないことと相まって、ダイハツチャレンジカップ（2008年度をもって終了）のL2クラス（NA 2輪駆動クラス）への参戦が増えてきたため、これから「ダイチャレ」のメイン車両になる可能性が高いとされた。
なお2WDの5速MT仕様の場合、パワーウェイトレシオは12.06kg/ps（ECOグレードおよび初期型のDグレード・共にネット値）と、この当時のスポーティーモデルではない一般的な実用・経済タイプの軽乗用車としては非常に低く優秀な数値となっていた。

### 年表
- 2005年
  - 第39回東京モーターショーに参考出品される。
  - 12月20日 - 発表・発売。CMキャラクターには黒木瞳を起用。
- 2006年12月25日 - スポーティードレスアップグレードのカスタムを追加。
  - 既存の最上位グレードのXをベースにエアロパーツ・14インチアルミホイール・外付けタコメーター・ルーフアンテナ・前後ヘッドレスト付ローバックシート等を装備した。ムーヴカスタムやタントカスタムが前後のデザインを大きく変えているのに対し、エッセカスタムは少数のエアロパーツ（リップスポイラーやフォグランプ、リアスカート等）や専用ピンストライプ（デカール）が装着されているのみである。ミッションは4速AT（FF、4WD）又は5速MT（FF車のみ）が選択可能。ただし前後のサスペンションにスタビライザーが装備されておらず、サスペンション、ダンパー、ブッシュ等のセッティングは標準車と全く同じものとなっている。
  - これに伴い在来グレードは一部改良。一部のグレードに5速MT車の追加（LのFF車）。またエンジンマウントの材質が見直され、若干ではあるがアイドリング時の振動が低減した。
- 2007年
  - 9月10日 - ダイハツの創立100周年を記念した特別仕様車「VS メモリアルエディション」を発売。Lをベースに電動格納ドアミラー、ブラック内装色、チルトステアリングなど装備を充実させている。新色シャイニングレッドを追加。
  - 11月9日 - お買い得な特別仕様車の「Dセレクション」を発売。Dをベースにブラック内装色、リアドアおよびバックドアウインドゥのスモークドガラス、全ドア連動のパワードアロック等の特別装備が追加されている。ボディカラーにブラックマイカとルージュレッドクリスタルメタリックを追加。また、既存のシーブルーをクリアブルークリスタルメタリックに差し替えた。
- 2009年
  - 4月20日 - ラインアップが整理され、D（3AT/FF車のみ5MT）・X（4AT）・カスタム（4AT/FF車のみ5MT）の3グレードに集約。全車にキーレスエントリー、スモークドガラス、パワードアロックを標準装備とした。また、ボディカラーのクリアブルークリスタルメタリックをミントブルーメタリックオパールに差し替えた。
  - 9月1日 - Dをベースにミッションを3ATからロックアップ機構の無い4AT（電子制御ではない）に置き換え、環境対応車普及促進税制（エコカー減税）における自動車取得税・自動車重量税の減税に対応させたXスペシャルが追加。これに伴いDはFF車の5MT仕様のみの構成となり、事実上、オートマチック仕様車が全て4AT化された。
- 2010年4月1日 - 一部改良。Xスペシャルを廃止し「D」に4AT車を追加、および13インチタイヤを標準装備し仕様を見直した。JC08コールドモードへの対応に伴い、全グレード・全仕様で10・15モード燃費が下がったため、環境対応車普及促進税制（エコカー減税）対象グレードが「D」と「カスタム」の5MT車のみとなる。また、ボディカラーのサンセットオレンジ、リーフグリーン、レッドが廃止され全7色になった。
- 2011年
  - 8月10日 - 次世代型後継車種の生産のため、オーダーストップに伴う形で生産終了。在庫車のみの対応となる。
  - 9月20日 - 実質的な後継車種となるミライースの登場に伴い販売終了。これと同時にダイハツ工業ホームページへの掲載も終了した。

## 製造
ダイハツ京都工場→ダイハツ本社（池田）工場。生産工場の違いは車台番号の後半・上1桁で判別可能。

## 車名の由来
英語のessential（不可欠なもの）からと、essence（本質）という意味に由来する造語。 軽自動車の本質である「使い勝手・経済性」を追求するとともに、毎日の暮らしに自分らしい「エッセンス＝香り」を添えられる車でありたい、という気持ちが込められている。

## その他
- MTモデルは、4ドア全てにパワーウインドウ、エアコン、運転席・助手席にエアバックを標準装備しているにもかかわらず、当時の定価は68万円で、下から数えて歴代8番目に安価であった[注釈 2][2]。2023年現在ではMT車は希少な存在となっているため、中古市場ではMTモデルの価格がATモデルの価格より相場が更に割高となっている。
- 安価を追求するため、徹底した最小限の構成で抑えたため、結果的に700kg台を実現し、今のハイトワゴン全盛の軽自動車時代を比較すると、かなりの軽量を実現した。走りを追求した軽自動車モデルはABC+C（AZ-1、ビート、カプチーノ、コペン）などオープン軽スポーツが注目されがちだが、重心を下方に抑えた安定性、軽量車体とMTモデルの設定と相まってスポーツ走行好きな車ファンの間で一定評価されている[3]。
- サイズ制限の関係で、外装やフォルムが犠牲になりがちな軽自動車において、このジャンルとしては珍しい台形のハッチバック型を採用し、デザイン性を重視したモデルであった。特に、後方からみたデザインはルノー・サンクをイメージさせる欧州テイストを持っていた[4]。
- 用意された8色のボディカラーは、目に映える鮮やかで個性を主張するカラーが多かった。白や黒の地味目な色が好まれる国産車では異色で、台形のフォルムと相まって欧州色を打ち出していた。日常の足としながらも、個性を主張するカラーであった[5][6]。